# Список умерших в 1889 году
В этой статье представлен список известных людей, умерших в 1889 году.
- См. также: Категория:Умершие в 1889 году

## Январь
- 14 января — Николай Астафьев — генерал-майор, военный историк.
- 22 января — Павел Кравченко (59) — русский генерал, руководитель обороны Сухума от турецкого десанта в войну 1877—1878 гг.
- 30 января — Мария фон Вечера (17) — австрийская дворянка, баронесса, любовница австрийского кронпринца Рудольфа.

## Февраль
- 5 февраля — Павел Сорокин (72—73) — русский генерал, герой русско-турецкой войны 1877—1878 гг.
- 9 февраля — Питер Лолер (62) — австралийский повстанец и политик ирландского происхождения.
- 16 февраля — Сергей Константинович Смирнов (70) — ректор и профессор Московской духовной академии, протоиерей Русской православной церкви, доктор богословия, церковный историк, член-корреспондент Императорской Академии наук.
- 25 февраля — Чарльз Дьюкейн (63) — британский политический деятель и колониальный администратор в Австралии.

## Март
- 20 марта — Дмитрий Путята (82) — русский генерал, член Александровского Комитета о раненых и главный попечитель Инвалидного дома.
- 24 марта — Татьяна Пассек (78) — писательница, автор мемуаров, жена историка и географа Вадима Пассека, кузина Александра Герцена.

## Апрель
- 23 апреля — Жюль Амеде Барбе д’Оревильи (80) — французский писатель и публицист.
- 25 апреля — Константин Дадиани (69) — грузинский князь из дома Дадиани, русский генерал, участник Кавказской войны.

## Май
- 4 мая — Василий Кокорев (71) — русский предприниматель и меценат, почётный член Академии художеств (1889).
- 10 мая — Михаил Салтыков-Щедрин (63) — русский писатель, рязанский и тверской вице-губернатор.
- 21 мая — Михаил Юзефович (86) — поэт, председатель киевской археографической комиссии, член Императорского русского географического общества и Копенгагенского общества северных антиквариев.

## Июнь
- 15 июня — Михай Эминеску (39) — румынский поэт, классик румынской литературы.
- 17 июня — Джон Юз — валлийский промышленник, основатель Донецка, называвшегося до 1924 в честь основателя — Юзовка.
- 18 июня — Карл Визер (89) — австрийский политик.
- 29 июня — Николай Чехов (31) — русский художник, родной брат Антона Чехова; туберкулёз.

## Июль
- 14 июля — Николай Цёге-фон-Мантейфель (61) — русский генерал, участник Туркестанских походов и русско-турецкой войны 1877—1878 гг.
- 18 июля — Лидия Беккер, лидер раннего движения за избирательные права женщин в Великобритании (род. 1827).[1] Лидия Беккер

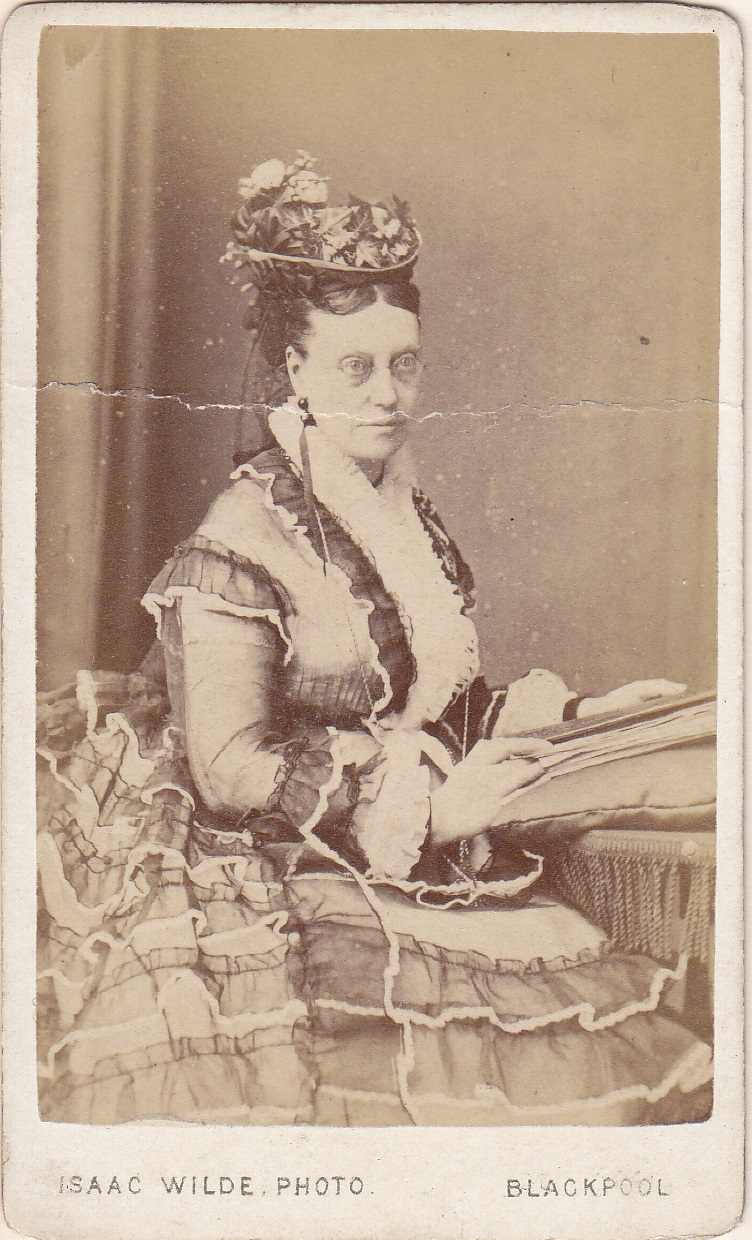
Лидия Беккер

- 20 июля — Иоанн (Петин) — епископ Русской православной церкви, архиепископ Полтавский и Переяславский.
- 29 июля — Ибрай Алтынсарин — казахский педагог-просветитель, писатель, фольклорист, общественный деятель, ученый-этнограф.

## Август
- 6 августа — Уильям Шедден-Ральстон (61) — английский писатель, переводчик русской литературы.
- 19 августа — Вилье де Лиль-Адан, Филипп Огюст Матиас (50) — французский писатель, граф.

## Сентябрь
- 23 сентября — Уилки Коллинз (65) — английский писатель, автор 27 романов, 15 пьес и более чем полусотни рассказов.

## Октябрь
- 9 октября — Михаил Чичагов (51—52) — русский архитектор, известный зданиями театров в Москве, Самаре, Воронеже; представитель русской эклектики.
- 19 октября — Луиш I (50) — король Португалии с 11 ноября 1861, сын Марии II и Фернанду II.
- 29 октября — Николай Чернышевский (61) — русский философ-утопист, революционер-демократ, учёный, литературный критик, публицист и писатель; кровоизлияние в мозг.

## Ноябрь
- 11 ноября — Николай Франсуа Хаббе (62) — датский художник-жанрист.
- 25 ноября — Анна Абамелек (75) — русская переводчица.
- 30 ноября — Флегонт Арсеньев (57) — российский этнограф, краевед, автор охотничьих рассказов.

## Декабрь
- 6 декабря — Джефферсон Дэвис (81) — американский военный, государственный и политический деятель, Президент КША (1861—1965).
- 10 декабря — Людвиг Анценгрубер (50) — австрийский драматург.
- 27 декабря — Элизабет Кобервейн (80) — австрийская актриса.
- 31 декабря — Кнуд Булл (78) — австралийский художник норвежского происхождения, один из пионеров живописи в этой стране и основоположник пейзажного направления.
- 31 декабря — Ион Крянгэ (52) — румынский писатель и мемуарист, один из классиков румынской литературы.

## Дата неизвестна или требует уточнения
- Жорж Шарль Клуэ (71—72) — французский вице-адмирал и государственный деятель.
- Александр Лашкевич (47) — украинский литератор, издатель, редактор журнала «Киевская Старина».